# بوجی
بوجی، روستایی از توابع  بخش باغ حلی شهرستان سلطانیه استان زنجان (که سابقا قبل از تفکیک قزوین از استان زنجانبخش طارم سفلی شهرستان قزوین در استان قزوین ایران محسوب میشد)

## بوجی در فرهنگ جغرافیایی ایران
دهی از دهستان طارم سفلی است که در بخش سیروان شهرستان زنجان قرار دارد و 392 تن سکنه دارد. (از فرهنگ جغرافیائی ایران ج 2)

## جمعیت
این روستا در دهستان چوقور قرار دارد و براساس سرشماری مرکز آمار ایران در سال ۱۳۸۵، جمعیت آن ۱۰۷ نفر (۲۹خانوار) بوده‌است.